# Басикаринський сільський округ
Басика́ринський сільський округ (каз. Басықара ауылдық округі, рос. Басыкаринский сельский округ) — адміністративна одиниця у складі Казалінського району Кизилординської області Казахстану. Адміністративний центр та єдиний населений пункт — село Басикара.
Населення — 1112 осіб (2021; 1177 у 2009, 1120 у 1999, 1249 у 1989).
Станом на 1989 рік існувала Басикаринська сільська рада (село Басикара). 2018 року було ліквідовано селище Роз'їзд 98.

## Склад
До складу округу входять такі населені пункти:
| Населений пункт              | Населення, осіб (1989) | Населення, осіб (1999) | Населення, осіб (2009) | Населення, осіб (2021) |
| ---------------------------- | ---------------------- | ---------------------- | ---------------------- | ---------------------- |
| Басикара, село               | 1249                   | 1107                   | 1159                   | 1112                   |
| Роз'їзд 98, станційне селище | -                      | 13                     | 18                     | -                      |